# تريفور مورلي
تريفور مورلي (بالإنجليزية: Trevor Morley)‏ (20 مارس 1961 في المملكة المتحدة - ) هو معلق رياضي ولاعب كرة قدم بريطاني في مركز الهجوم. لعب مع مانشستر سيتي ونادي بران ونادي ريدنغ ونادي سوغندال لكرة القدم ونادي نورثامبتون تاون ووست هام يونايتد ونونيتون بورو ‏.

## وصلات خارجية
- تريفور مورلي على موقع IMDb (الإنجليزية)
- تريفور مورلي على موقع قاعدة بيانات كرة القدم.إي يو (الإنجليزية)
- تريفور مورلي على موقع Soccerbase.com (لاعب) (الإنجليزية)
- تريفور مورلي على موقع عالم كرة القدم.نت (الإنجليزية)